# Joseph Kabila
Joseph Kabila Kabange (thường được gọi là Joseph Kabila sinh ngày 4 tháng 6 năm 1971), là tổng thống của Cộng hòa Dân chủ Congo (DRC). Ông nhậm chức vào ngày 26 tháng 1 năm 2001, tức mười ngày sau khi ngày sau khi cha ông, cố Tổng thống Laurent-Désiré Kabila bị sát hại. Vào ngày 27 tháng 11 năm 2006, Joseph Kabila được chứng thực là tổng thống trong một cuộc bầu cử dân chủ đầu tiên trong lịch sử đất nước. Năm 2011, ông tái đắc cử và tiếp tục nhiệm kỳ thứ hai.

## Tiểu sử

### Thời thơ ấu
Joseph Kabila Kabange sinh ngày 4 tháng 6 năm 1971 tại Hewabora, một ngôi làng nhỏ tại lãnh thổ Fizi ở tỉnh Nam Kivu thuộc miền đông Cộng hòa Dân chủ Congo. Ông là con trai của thủ lĩnh nhóm nổi dậy AFDL và sau này trở thành tổng thống CHDC Congo là Laurent-Désiré Kabila cùng bà Sifa Mahanya.

### Những năm chiến đấu
Sau khi tốt nghiệp trung học, Joseph Kabila được cử tham gia một khóa học quân sự tại Tanzania, sau đó là Đại học Makerere tại Uganda. Vào tháng 10 năm 1996, Laurent-Désiré Kabila đã bắt đầu các chiến dịch tại Zaire (tên cũ của CHDC Congo) để lật đổ chế độ của Mobutu. Joseph trở thành người chỉ huy của một đội quân đáng hổ thẹn tên là "kadogos" (binh lính trẻ em) và đóng vai trò then chốt trong các trận đánh chính trên đường tới thủ đô Kinshasa. Quân giải phóng nhận được sự hỗ trợ về hậu cần và quân sự từ một số quân đội địa phương tại Rwanda, Uganda, Angola và Zimbabwe. Sau chiến thắng của AFDL, Laurent-Désiré Kabila lên làm tổng thống, và Joseph Kabila được đào tạo quân sự chuyên sâu hơn tại Đại học Quốc phòng Quân Giải phóng Nhân dân Trung Quốc, tại Bắc Kinh, Trung Quốc.
Sau khi trở về từ Trung Quốc, Kabila được thăng hàm lên thiếu tướng, và được bổ nhiệm làm phó Tham mưu trưởng của Các lực lượng vũ trang Cộng hòa Dân chủ Congo vào năm 1998. Sau đó vào năm 2000, ông được bổ nhiệm làm tham mưu trưởng của lực lượng bộ binh, và giữ vị trí đó tới lúc cha ông là cố Tổng thống Laurent-Désiré Kabila bị ám sát vào tháng 1 năm 2001. Với vai trò tham mưu trưởng, ông là một trong các lãnh đạo quân sự chính trong các chiến dịch của chính phủ trong Chiến tranh Congo lần thứ hai (1998–2003).

### Tổng thống
Kabila trở thành tổng thống vào ngày 26 tháng 1 năm 2001 sau vụ mưu sát cố Tổng thống và cũng là cha ông, Laurent-Désiré Kabila. Như vậy, Kabila trở thành lãnh đạo quốc gia đầu tiên trên thế giới sinh vào thập kỷ 1970. Ông đã duy trì "danh hiệu" này cho đến khi Roosevelt Skerrit trở thành Thủ tướng Dominica vào tháng 1 năm 2004.
Ở tuổi 29, ông từng bị coi là trẻ và thiếu kinh nghiệm. Ông sau đó đã nỗ lực kết thúc cuộc nội chiến bằng cách thương lượng về một thỏa thuận hòa bình với các nhóm chống đối, vốn nhận được sự trợ giúp của Rwanda và Uganda, cũng chính là những nước giúp nhóm nổi dậy của Laurent-Désiré Kabila lên nắm quyền 3 năm về trước. Thỏa thuận hòa bình năm 2002 được ký kết trong Đối thoại Liên Congo tại Sun City, Nam Phi, và chính thức chấm dứt Chiến tranh Congo lần thứ hai, Joseph Kabila vẫn là tổng thống và nguyên thủ quốc gia của CHDC Congo. Một thời kỳ quá độ đã được đưa ra, bao gồm các lãnh đạo của hai nhóm chống đối chính trong nước trở thành phó tổng thống (hai phó tổng thống khác lần lượt giao cho các tổ chức đối lập dân sự và ủng hộ chính quyền).

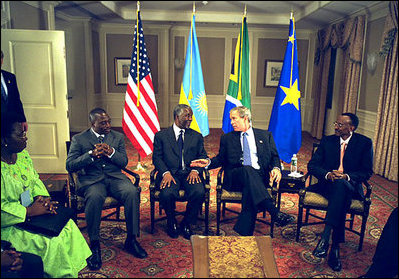
Kabila năm 2002, cùng với Thabo Mbeki, George W. Bush, và Paul Kagame

Vào ngày 28 tháng 3 năm 2003, một nỗ lực đảo chính (hoặc nổi loạn) diễn ra xung quanh thủ đô Kinshasa, do một số người thân cố tổng thống Mobutu Sese Seko (người đã bị cha của Kabila loại bỏ năm 1997 và qua đời cùng năm tại Maroc) nhưng đã thất bại. Vào ngày 11 tháng 6 năm 2004, cuộc đảo chính do Thiếu tá Eric Lenge đứng đầu cố gắng để nắm lấy quyền lực và đã loan báo trên đài phát thanh quốc gia rằng chính phủ quá độ đã bị đình chỉ, tuy nhiên cuộc đảo chính sau đó đã bị các binh sĩ trung thành đè bẹp.
Vào tháng 12 năm 2005, một cuộc trưng cầu dân ý không hoàn chỉnh tán thành hiến pháp mới, và một cuộc bầu cử tổng thống được tổ chức vào ngày 30 tháng 7 năm 2006 (bị hoãn từ đầu tháng 6). Hiến pháp mới hạ thấp độ tuổi tối thiểu của tổng thống từ 35 xuống 30; tuy nhiên Kabila đã 35 tuổi một thời gian ngắn trước cuộc bầu cử. Vào tháng 3 năm 2006, ông đã đăng ký làm ứng cử viên. Mặc dù hiến pháp mới quy định về một cuộc tranh luận giữa hai ứng cử viên sau cùng của cuộc bầu cử tổng thống, tuy nhiên trên thực tế đã không diễn ra buổi tranh luận như vậy.
Sau khi kết quả bầu cử chính thức đầy tranh cãi được công bố ngày 20 tháng 8, Kabila đạt được 45% số phiếu; đối thủ chính của ông, phó tổng thống và nguyên là lãnh đạo phe chống đối Jean-Pierre Bemba, đạt được 20%. cuộc bầu cử vòng hai giữa Kabila và Bemba được tổ chức vào 29 tháng 10. Ngày 15 tháng 11, ủy ban bầu cử loan báo kết quả chính thức và Kabila được tuyên bố là thắng cử, với 58,05% số phiếu bầu. Kết quả này được Tóa án Tối cao chứng thực vào ngày 27 tháng 11 năm 2006, và Kabila tham gia lễ nhậm chức vào ngày 6 tháng 12 năm 2006. Antoine Gizenga, người về thứ ba trong cuộc bầu cử vòng một và sau đó quay sang ủng hộ Kabila trong vòng hai được bổ nhiệm làm thủ tướng vào ngày 30 tháng 12.
Mặc dù Kabila đăng ký với tư cách ứng cử viên độc lập, ông được coi là người đứng đầu Đảng Nhân dân vì Tái thiết và nền Dân chủ (PPRD), đảng đã chọn ông là ứng cử viên của họ trong cuộc bầu cử.
Trong một sự đáp lại các cáo buộc về tội phạm tình dục đối với quân đội CHDC Congo, ông đã chỉ ra 300 binh sĩ bị kết án về tội phạm tình dục, mặc dù ông cho rằng con số này là chưa đủ.
Tháng 12 năm 2011, Kabila tái cử nhiệm kỳ tổng thống thứ hai. Sau khi kết quả được công bố vào ngày 9 tháng 12, xảy ra náo động bạo lực tại Kinshasa và Mbuji-Mayi, những nơi mà kết quả kiểm phiếu chính thức cho thấy một đa số mạnh bỏ phiếu cho ứng cử viên đối lập Etienne Tshisekedi. Các quan sát viên chính thức của Carter Center báo cáo rằng các bản thống kê kết quả từ gần 2.000 điểm bỏ phiếu tại các khu vực ủng hộ mạnh Tshisekedi bị mất và không được tính vào kết quả chính thức, họ miêu tả cuộc bầu cử là thiếu tin cậy. Ngày 20 tháng 12, Kabila tuyên thệ nhậm chức nhiệm kỳ thứ nhì, hứa hẹn đầu tư vào cơ sở hạ tầng và dịch vụ công. Tuy nhiên, Tshisekedi vẫn cho rằng kết quả bầu cử là bất hợp pháp. Vào tháng 1 năm 2012, các giám mục Công giáo La Mã tại Cộng hòa Dân chủ Conggo cũng chỉ trích cuộc bầu cử, và kêu gọi Ủy ban bầu cử sửa chữa "sai sót nghiêm trọng".
Tháng 10 năm 2021, Joseph Kabila bảo vệ luận án tốt nghiệp tại Đại học Johannesburg. Bằng thạc sĩ về khoa học chính trị và quan hệ quốc tế đã được trao cho ông khi kết thúc quá trình học kéo dài 5 năm của mình.

## Hôn nhân
Vào ngày 1 tháng 6 năm 2006, sau nhiều tin đồn kết hôn, đại diện cho Tổng thống, Nhà ngoại giao Theodore Mugalu đã chính thức xác nhận về đám cưới của tổng thống và bà Olive Lembe di Sita. Lễ cưới được tổ chức vào ngày 17 tháng 6 năm 2006. Kabila và vợ đã có một con gái sinh năm 2001, tên là Sifa theo tên mẹ của Kabila. Do Kabila theo Tin Lành (Anh giáo), và Bà Lembe di Sita là một tín đồ Ki-tô giáo, lễ cưới được tổ chức theo nghi lễ Cơ đốc thống nhất.